# Tierbad
Tierbad war ein Weiler auf dem Gebiet der Stadt Welzheim. Der Ort wurde im Dreißigjährigen Krieg schwer in Mitleidenschaft gezogen. Mit seinem Heilbad war Tierbad sehr weit bekannt. Das Wasser soll innerlich und äußerlich bei diversen Beschwerden wie Fieber, Schwindel, Ohrensausen, Hämorrhoidialleiden, Hautkrankheiten, Gicht und Lähmungen heilsam gewesen sein. Zu Tierbad gehörte die Neufertssägmühle.

## Geographie
Tierbad lag östlich der Lein bei Tannhof im Welzheimer Wald.

## Geschichte

### Kirche und Kapelle
Eine dem Heiligen Wolfgang gewidmete Kapelle befand sich bei Tierbad. Um das Jahr 1487 soll Schenk Albert von Limpurg an Stelle einer aus Holz erbauten und nicht geweihten Kapelle eine Kirche aus Stein "in honore St. Wolfgangi" errichten haben lassen – die Weihe soll ohne Nachteile für die Kirche von Welzheim erfolgen. Laut dem Lagerbuch des Klosters Lorch von 1576 bezog der Pfarrer von Welzheim den Heu- und Kleinzehnten aus Tierbad. Wenn man das sonstige Schweigen der Lorcher Überlieferung richtig deutet, ist diese Kirche als Filiale von Welzheim zu betrachten, dies gilt dann auch für die Georgskapelle, die "noch 1581" beim Herrenhaus im Tierbad gestanden haben soll. Ausweislich des Lagerbuch von 1576 gab Tierbad mit Schafhof, Gausmannsweiler, Eckardsweiler, Seiboldsweiler, Michelau, Eberhardsweiler, Aichstrut, Cronhütte, Schadberg und Meuschenmühle keine Kirchenhaber ab, sondern andere Abgaben wie Großzehnten, Kleinzehnten und Heuzehnten.

### Tiergarten
Ein noch 1489 belegter Flurname "Tiergarten", der dem Tierbad den Namen gab, lässt sowohl auf eine älteren Brühl aus der Karolingerzeit als auch auf eine Anlage aus staufischer Zeit schließen. Wie die Eigenkirche steht auch der Tiergarten auf alle Fälle für die herrschaftliche Qualität des Ortes.

### Limpurg
1564 war es mit Klingen-, Laufen-, Ober- und Untermühle unter Limpurgischer Grundbesitz. Es war sehr kompliziert wer zu wen gehörte, denn in Welzheim und Umgebung waren limpurgischer, württembergischer, lorchischer und adelbergischer stark ineinander verzahnt. 1441 strukturieren die Schenken ihr Territorium durch Ämter. Welzheim das zur Linie Limpurg-Gaildorf gehörte, war Sitz eines Vogtes. Der früheste namentliche bekannte Welzheimer Vogt war 1491 Hans Häßlin. Tierbad gehörte auch zum Amt Welzheim.

### Heilbad
Das Anwesen war 1487 und 1489 von den Schenken von Limpurg gekauft worden, die es erst selbst bewirtschaften ließen und dann 1546 als Erblehen vergaben, zunächst an Hans Linsenmayer, der dafür eine jährliche Gült von sechs Gulden zu entrichten hatte. Seine größte Blütezeit erlebte das Bad vom Beginn des 16. Jahrhunderts bis zum Dreißigjährigen Krieg. 1619 kaufte der Inhaber große Mengen Holz. Zwar wird in der Badordnung des Erbschenken Karl zu Limpurg von 1627 verlangt, dass sich die Badgäste, so gut sie können, selbst mit Brennholz versorgen sollten, doch musste der Inhaber des Tierbads sicher nicht selten auch eigenes Brennholz zusteuern. Daneben benötigte er Holz zur Befeuerung seiner Küche, von der aus er auch seine Hausgäste versorgte, sowie zur Beheizung seiner Behausung und der Fremdenzimmer. Nicht nur die Schenken, die sich dort ein Herrenhaus mit eigener Badstube hatten bauen lassen, deren "Kessel allzeit vff die Herrschaft warten soll und von dem Thierbader nicht verwenden darf." frequentierten es häufig. Im Jahr 1520 sollen über 2700 Bäder in Anspruch genommen worden sein. Die Krankheiten, deren Linderung man sich von dem schwefel-, salpeter-, alaun- und kupferhaltigen Wasser erhoffte, waren breit gestreut: Schlafsucht, Schwindel und Ohrensausen waren ebenso darunter wie Verdauungsprobleme, Hautkrankheiten oder Unfruchtbarkeit. 1619 und 1628 verfasste der Schorndorfer Arzt Dr. Johannes Remmelin zwei Schriften über das Tierbad, die eine Vorstellung von den damaligen Badekuren vermitteln: (Fortsetzung bei "Tourismus")

### Dreißigjähriger Krieg
17 Höfe waren wüst, eingefallen oder verbrannt, ebenso Tierbad, die Ober- und die Klingenmühle. Gründe dazu waren: Verhungert, ermordet, an der Pest gestorben, vertrieben. Die Familie des Georg Friedrich vom Holtz zu Niederholz flüchtete sich vor der Pest aus Welzheim hierher, der Vater verstarb dann aber dennoch.

### Lorch
1811 wurde Breitenfürst Amtsort unter dem Oberamt Lorch. Breitenfürst war Amtsort von "Birkighof, Haaghof, Hagmühl, Haselhof, Haldenhof, Metzelhof, Schenkhöfle, Schmidhöfle, Thann, Thierbad.

## Bevölkerung

### Einwohnerentwicklung
- 1539: „ein Hof mit 5 Kommunikanten“ (Empfänger des Abendmahls, d. h. Erwachsene)
- 1711: 7 Einwohner
- 1804: 12
- 1810: 21[3]
- 1845: 42 (zusammen mit Neufertssägmühle)[2]

## Tourismus
Weit mehr als nur lokale Bedeutung hatte auch das von Waltz erwähnte Tierbad. Das einem Felsen entspringende Wasser wurde zur Erwärmung in drei im Badhaus eingemauerte Kessel geleitet. Die Kessel wurden von außen befeuert, "darmit den Badgästen kein Rauch beschwerlich seyn möchte. Wofern jemand mit seiner Bütten oder Zuber nit bey allermänigklich zu baden begehrt gibt es ein abgesonderter Ort in dem Badhauß ... in welchem nach Belieben einer sein Badcur vollbringen und von dannen alßbald in das Gasthauß in sein Zimmer und Gemach ... sich begeben kan". Das Gasthaus sei "schön lufftig und hell" und drinnen eine "Schlaguhr gerichtet darmit die Badgäßte die Zeit zuverkürtzen und ihrer Badkur sich nach derselben zu verhalten hetten". Die Gäste konnten "Stuben und Kammern mit angerüsten Bettstatten ... gerühiglich  bewonnen". Wer "gekochte Speyß von dem ... Wirth zu nemmen nicht bedacht", konnte in der "weiten und liechten Kuchen" kochen. Überdies war es möglich, "so wol von den Wirth als anderen, die es zuverkauffen dahin bringen von allerley Victualien und Nahrung auch guten Wein die Fülle umb ein rechtes und gebürliches Gelt zubekommen".